# Säkylänharju
Säkylänharju este o arie protejată (arie specială de conservare — SAC, sit de importanță comunitară — SCI) din Finlanda întinsă pe o suprafață de 1.311 ha, integral pe uscat.

## Localizare
Centrul sitului Säkylänharju este situat la coordonatele 61°00′15″N 22°34′31″E / 61.0042°N 22.5753°E.

## Înființare
Situl Säkylänharju a fost declarat sit de importanță comunitară în august 1998 pentru a proteja un număr necunoscut de specii din flora spontană și fauna sălbatică aflate în arealul zonei. Situl a fost protejat și ca arie specială de conservare în aprilie 2015.

## Biodiversitate
Situată în ecoregiunea boreală, aria protejată conține 5 habitate naturale: Ape oligotrofe din câmpii nisipoase, cu un conținut foarte redus de minerale (Littorelletalia uniflorae), Izvoare fino-scandinave și mlaștini produse de izvoare bogate în minerale, Taiga vestică, Păduri de conifere pe eskere fluvioglaciare sau legate la acestea, Mlaștini împădurite.
La baza desemnării sitului se află un număr nedeclarat de specii protejate.
Pe lângă speciile protejate, pe teritoriul sitului au mai fost identificate 5 specii de plante, 20 de specii de nevertebrate.